# Útok na izraelský konzulát v Berlíně
Útok na izraelský konzulát v Berlíně spáchali příznivci PKK 17. února 1999 poté, co sdělovacími prostředky proběhla zpráva, že na zatčení vůdce tureckých Kurdů Abdullaha Öcalana se podílela izraelská výzvědná služba Mosad. Při útoku byli usmrceni tři lidé a čtrnáct jich bylo zraněno. Podle agentury AFP byli všichni usmrcení Kurdové. Izraelské ministerstvo zahraničí i premiér Benjamin Netanjahu v prohlášení rozhodně popřeli, že by se Mosad podílel na zadržení Öcalana. V reakci na útok Izrael uzavřel své diplomatické mise v Evropě.